# Jamides purpura
Jamides purpura är en fjärilsart som beskrevs av Evans 1925. Jamides purpura ingår i släktet Jamides och familjen juvelvingar. Inga underarter finns listade i Catalogue of Life.